# Sonate K. 482
La sonate K. 482 (F.426/L.435) en fa majeur est une œuvre pour clavier du compositeur italien Domenico Scarlatti.

## Présentation
La sonate K. 482, en fa majeur, notée Allegrissimo, est la sonate centrale d'un triptyque avec la sonate précédente dans le relatif mineur et la sonate suivante de même tonalité. Parmi les curiosités, figurent de petits croisements de mains en alternance dans les conclusions de chaque section. Plusieurs éléments particuliers se rejoignent pour former un tout cohérent : tout d'abord, une figure non thématique saisissante dans la tonalité d'origine qui ouvre la sonate comme un lever de rideau, avec un arpège, suivi d'un court canon ; deuxièmement, l'utilisation de tierces en séquence tout au long de la pièce ; enfin, un traitement des cadences par Scarlatti, au moyen d'interférences chromatiques, comme Sutcliffe le dit, qui « semble réinventer la cadence », (voir également la seconde partie de la sonate K. 242 et la 495). À noter que mesure 90 se cachent des quintes parallèles entre les voix et même un triton au quatrième temps.
Giorgio Pestelli la rapproche de la similaire sonate K. 473.

## Manuscrits
Le manuscrit principal est le numéro 29 du volume XI (Ms. 9782) de Venise (1756), copié pour Maria Barbara ; les autres sont Parme XIII 28 (Ms. A. G. 31418), Münster (D-MÜp) I 16 (Sant Hs 3964) et Vienne G 30 (VII 28011 G) et Q 15114 (no 4). Une copie figure à la Morgan Library, manuscrit Cary 703 no 35,.

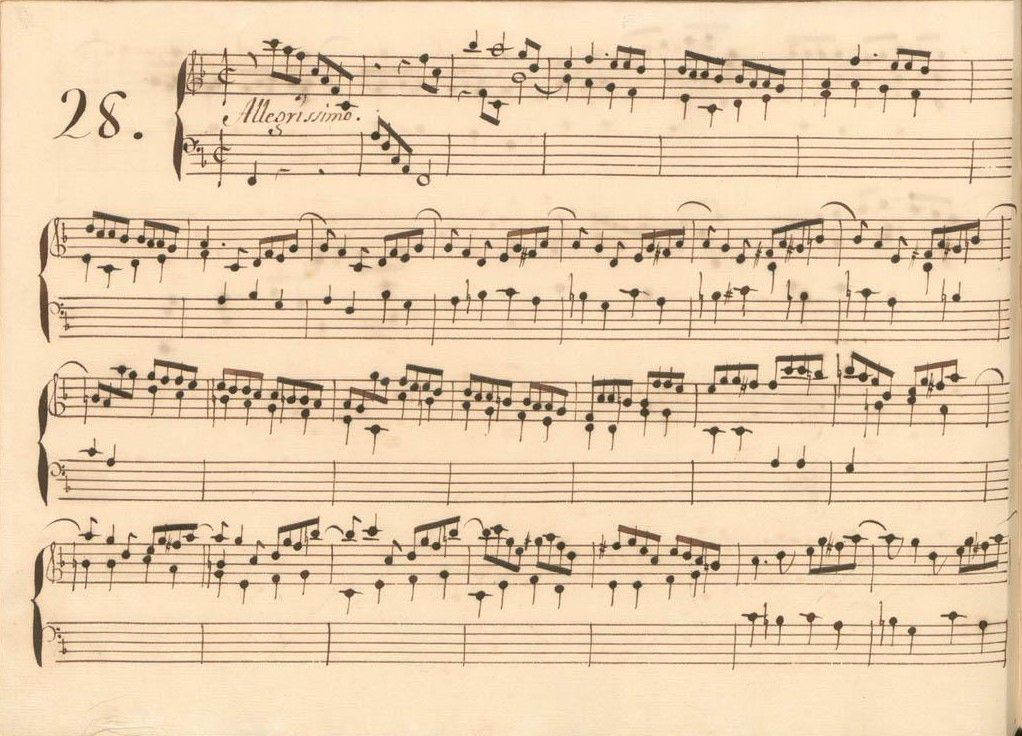
Parme XIII 28.
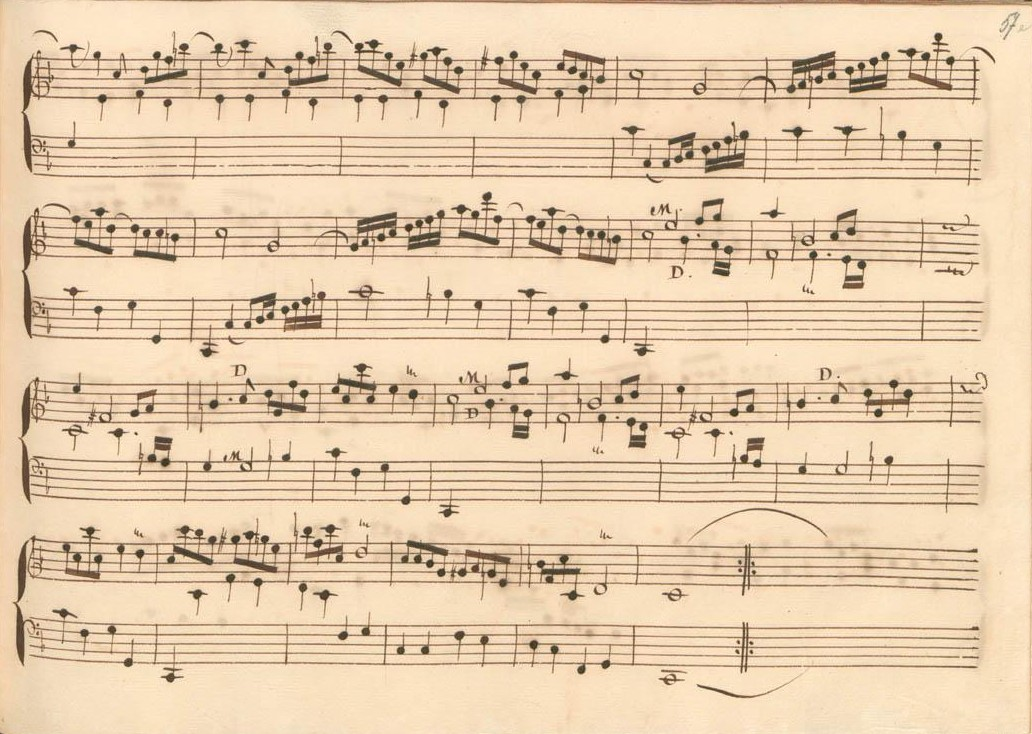
Parme XIII 28 (fin de la première section).
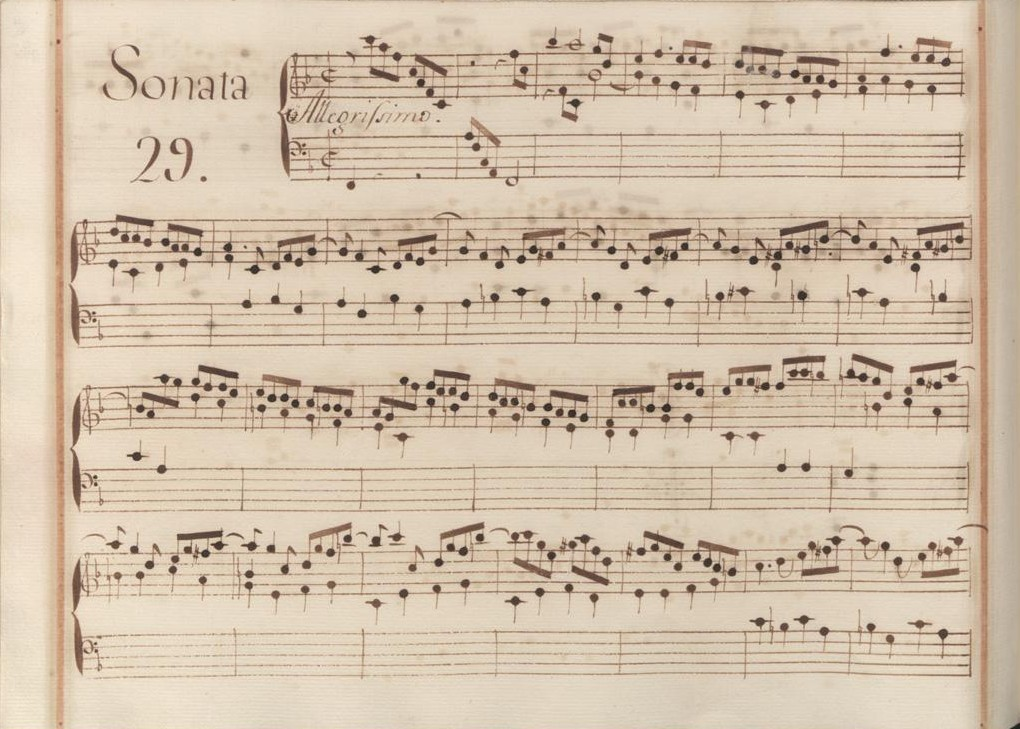
Venise XI 29.
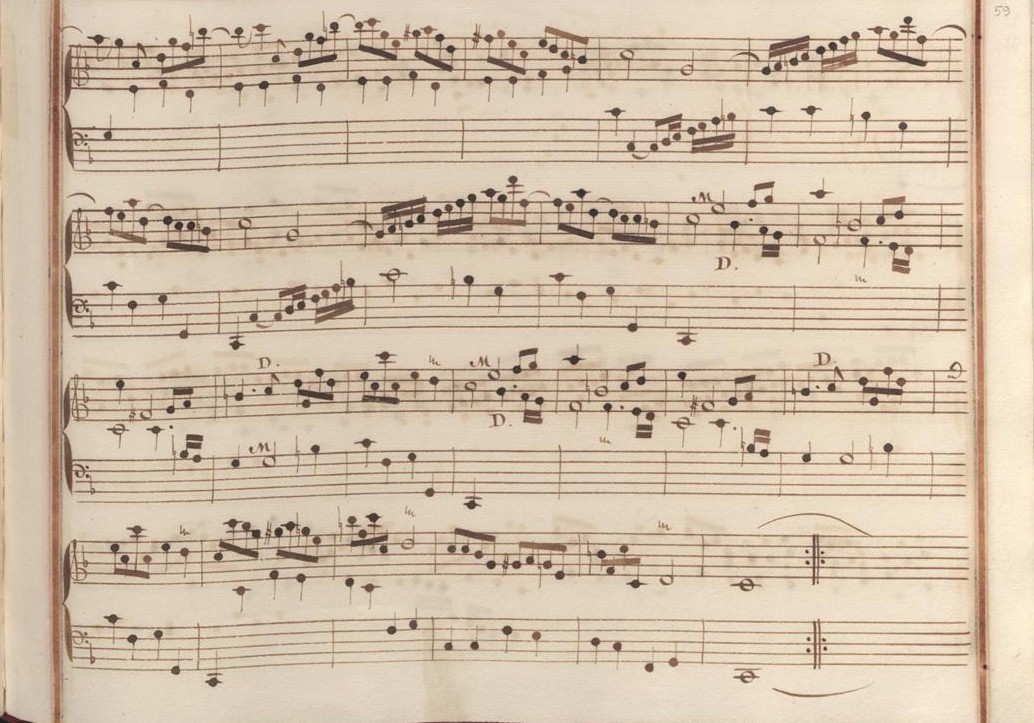
Venise XI 29 (fin de la première section).
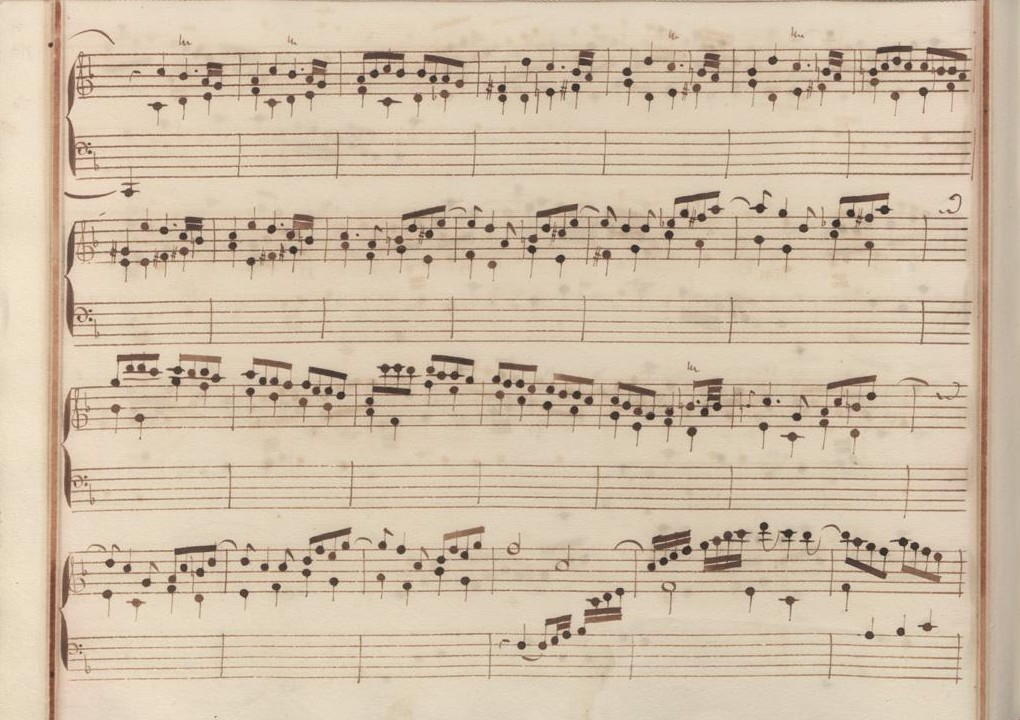
Venise XI 29 (début de la seconde section).
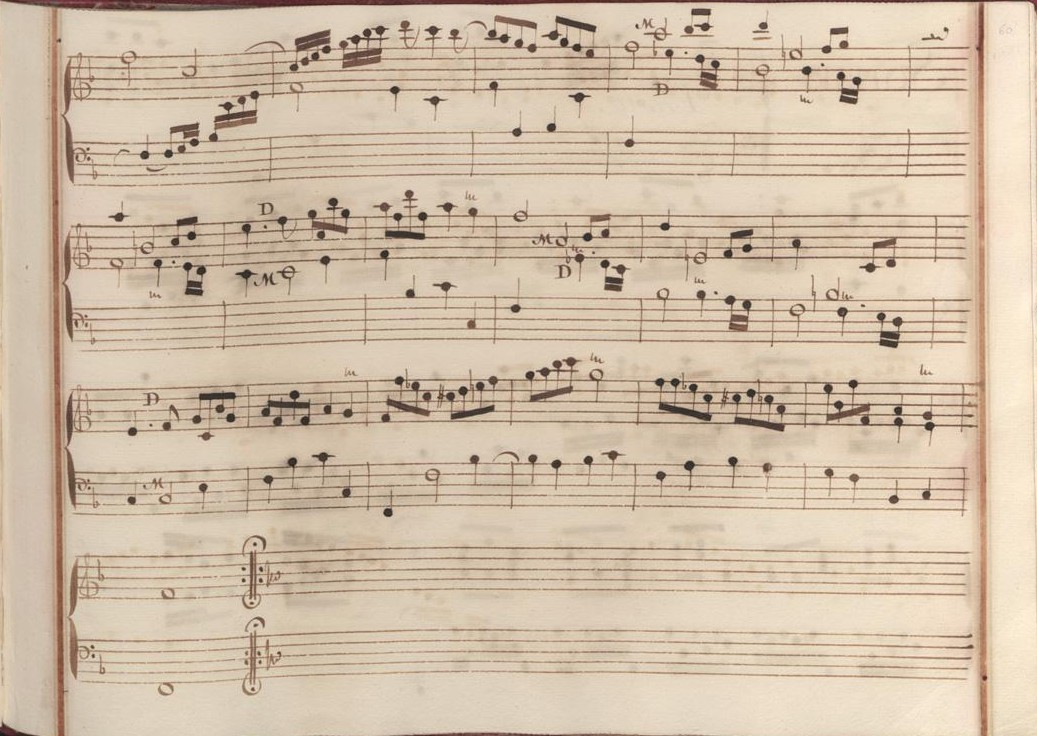
Venise XI 29 (fin de la sonate).

## Interprètes
La sonate K. 482 est défendue au piano, notamment par Carlo Grante (2016, Music & Arts, vol. 5) et Goran Filipec (2017, Naxos, vol. 19) ; au clavecin, elle est jouée par Scott Ross (1985, Erato), Richard Lester (2004, Nimbus, vol. 4) et Pieter-Jan Belder (2007, Brilliant Classics, vol. 11).

## Sources
: document utilisé comme source pour la rédaction de cet article.
- Ralph Kirkpatrick (trad. de l'anglais par Dennis Collins), Domenico Scarlatti, Paris, Lattès, coll. « Musique et Musiciens », 1982 (1re éd. 1953 (en)), 493 p. (ISBN 978-2-7096-0118-4, OCLC 954954205, BNF 34689181).
- (it) Giorgio Pestelli, Le sonate di Domenico Scarlatti : proposta di un ordinamento chronologica, Turin, Giappichelli, coll. « Archeologia e storia dell'arte » (no 2), 1967, iv-294 (OCLC 313316263, BNF 43197837)
- Alain de Chambure, « Domenico Scarlatti, Intégrale des sonates — Scott Ross », Erato/Éditions Costallat (2564-62092-2 (livret : 2292-45309-2)), 1985 (OCLC 891183737) .
- (en) W. Dean Sutcliffe, The Keyboard Sonatas of Domenico Scarlatti and Eighteenth-Century Musical Style, Cambridge / New York, Cambridge University Press, 2008, xi-400 (ISBN 978-0-521-07122-2, OCLC 1005658462, BNF 42017486, présentation en ligne).
- (es) Celestino Yáñez Navarro (thèse), Nuevas aportaciones para el estudio de las sonatas de Domenico Scarlatti. Los manuscritos del Archivo de Música de las Catedrales de Zaragoza, Université autonome de Barcelone, 2016 (lire en ligne)
- (en) Carlo Grante, « Domenico Scarlatti, intégrale des sonates pour clavier (vol. 5) », Music & Arts (CD-1294), 2017 (OCLC 1079366528) .